# Денят на победата
„Денят на победата“ (на руски: День Победы) е съветска военно-патриотична песен и марш. Композитор е Давид Тухманов, а текстът е на Владимир Харитонов. Свързана с Втората световна война, тази песен е създадена през 1975 г.

### Текст
День Победы, как он был от нас далёк,
Как в костре потухшем таял уголек.
Были версты, обгорелые, в пыли, —
Этот день мы приближали как могли.
Припев:
Этот День Победы
Порохом пропах,
Это праздник
С сединою на висках.
Это радость
Со слезами на глазах.
День Победы!
День Победы!
День Победы!
Дни и ночи у мартеновских печей
Не смыкала наша Родина очей.
Дни и ночи битву трудную вели -
Этот день мы приближали как могли.
Припев.
Здравствуй, мама, возвратились мы не все…
Босиком бы пробежаться по росе!
Пол-Европы, прошагали, пол-Земли, -
Этот день мы приближали как могли.
Припев.